# Kaufmannov slijepac
Kaufmannov slijepac (latinski: Anophthalmus kaufmanni) hrvatska je i slovenska endemična vrsta trčaka koja pripada rodu Anophthalmus.

## Podvrste
- Anophthalmus kaufmanni subsp. episcopalis G. Müller, 1931. – prisutna u Sloveniji
- Anophthalmus kaufmanni subsp. kaufmanni Ganglbauer, 1900. – prisutna u Sloveniji
- Anophthalmus kaufmanni subsp. uskokensis Scheibel, 1934. – prisutna u Sloveniji
- Anophthalmus kaufmanni subsp. weingaertneri Winkler, 1912. – prisutna u Hrvatskoj

## Vanjske poveznice
- Anophthalmus kaufmanni (Ganglbauer, 1900), BioLib
- Anophthalmus kaufmanni (Ganglbauer, 1900), Fauna Europaea